# Носа-Сеньора-даш-Мизерикордиаш
Носа-Сеньора-даш-Мизерикордиаш (порт. Nossa Senhora das Misericórdias)  —  район (фрегезия) в Португалии,  входит в округ Сантарен. Является составной частью муниципалитета  Оурен. По старому административному делению входил в провинцию Бейра-Литорал. Входит в экономико-статистический  субрегион Медиу-Тежу, который входит в Алентежу. Население составляет 5207 человек на 2001 год. Занимает площадь 42,35 км².